# San Juan Talpa
San Juan Talpa é um município localizado no departamento de La Paz, em El Salvador.